# Sheku Kanneh-Mason
Sheku Kanneh-Mason (nascut el 1999) és un violoncel·lista britànic que el 2016 va guanyar el BBC Young Musician of the Year.

## Biografia
Sheku Kanneh-Mason va créixer a Nottingham, Anglaterra. És el tercer dels set fills de Stuart Mason (un director empresarial) i Kadiatu Kanneh (una professora universitària), i va començar a tocar el cello als sis anys, havent començat primer amb el violí. Als nou anys va passar l'examen de grau de cello amb les notes més altes del Regne Unit, i va guanyar el premi Marguerite Swan Memorial. També als nou anys va guanyar una beca júnior al ABRSM per entrar a l'Acadèmia de la Royal Academy of Music, on va tenir el mestratge de Ben Davies. Kanneh-Mason va rebre classes com a alumne de la Trinity School, de Nottingham, on va estudiar els Advanced Level de Música, Matemàtiques i Física.
El 2015, ell i els seus germans van competir a Britain's Got Talent com els The Kanneh-Masons. Va guanyar el títol BBC's Young Musician of the Year el maig de 2016, després de dir a The Observer que aparèixer a Britain's Got Talent havia estat "una experiència bona per aprendre a tocar davant de moltes persones, amb càmeres i entrevistes". Quan es va presentar a la BBC Young Musician hi havia menys càmeres així que no vaig sentir tanta pressió."

Kanneh-Mason és un membre de la Chineke! Orquestra, fundada per Chi-chi Nwanoku per a músics de música clàssica negres i d'altres ètnies minoritàries; la seva germana Isata Kanneh-Mason i el seu germà Braimah Kanneh-Mason també en són membres. El 2016, Kanneh-Mason va dir a Tom Service, de The Guardian:
"Chineke! és un projecte inspirador. Rarament vaig a un concert i veig aquesta diversitat en una orquestra. O en el públic. Tenint aquesta orquestra sens dubte canviarà la cultura. És tan important que toquem música de compositors negres, també, com la peça de Josep Bologne de Saint-George que farem al setembre."
El novembre de 2016, Kanneh-Mason va protagonitzar un documental de la BBC Four amb el títol Young, Gifted and Classical: The Making of a Maestro. El mes següent, va ser entrevistat pel programa Front Row de BBC Radio 4 com un dels guanyadors del món de l'espectacle de l'any.
El gener de 2018, es va saber que Kanneh-Mason havia donat 3,000£ al seu antic institut, permetent a deu alumnes continuar els estudis de cello.

## Influències musicals
Kanneh-Mason ha citat els violoncel·listes Jacqueline du Pré i Mstislav Rostropóvitx com els seus "herois musicals", a més a més del cantant Bob Marley.

## Carrera
Sheku Kanneh-Mason va signar un contracte amb la discogràfica Decca Classics el novembre de 2016. El contracte discogràfic va ser signat a dins d'un autobús del Nottingham City Transport al que les autoritats havien donat el seu nom després que guanyés el BBC Young Musician Contest. La discogràfica va anunciar que en el seu primer enregistrament presentaria la peça amb què va guanyar el premi, el Concert per a violoncel núm. 1 (Xostakóvitx).
Kanneh-Mason va actuar el 2017 als Premis BAFTA que es van celebrar al Royal Albert Hall de Londres. El mateix any va ser el solista del concert de la Chineke! L'actuació al BBC Proms, amb el Rondó en Sol Major d'Antonín Dvořák.
A principis de febrer de 2018 la BBC va dir que l'àlbum de Kanneh-Mason Inspiration era "el debut britànic més venut de l'any", entrant al número 18 de la llista  UK Albums Chart, i aconseguint el número 1 a la secció de música clàssica, aconseguint també 2,5 milions de reproduccions a Spotify.

## Premis
Kanneh-Mason va ser el guanyador de l'edició de 2016 dels BBC Young Musician of the Year. Un altre premi que ha guanyat és el de Young Instrumentalist Duet Prize 2016 de la Royal Philarmonic Society. El juny de 2017 va ser nominat a la categoria 'Clàssica' dels South Bank Sky Arts Awards, que va guanyar.

## Discografia
Coincidint amb la seva actuació als BAFTA el febrer 2017, Kanneh-Mason va publicar el seu EP de debut amb tres pistes, enregistrades als Abb L'EP de tres pistes va ser enregistrat als Abbey Road Studios.
- Pau Casals, Song of the Birds, acc. Isata Kanneh-Mason
- Ernest Bloch, Abodah, arr. Sheku Kanneh-Mason
- Gabriel Fauré, Après un rêve

Aquestes pistes venien precedides per l'èxit viral de la seva versió Al·leluia de Leonard Cohen, arranjat per Tom Hodge. Sheku va tocar aquest arranjament als premis BAFTA el febrer de 2017. També ha enregistrat els Requiebros de Gaspar Cassadó.